# Liste der Orte im Landkreis Kusel

Wappen des Landkreises Kusel

Die Liste der Orte im Landkreis Kusel enthält die Städte, Verbandsgemeinden, Ortsgemeinden und Gemeindeteile (Ortsbezirke, Wohnplätze und sonstige Gemeindeteile) im rheinland-pfälzischen Landkreis Kusel.
Es handelt sich dabei um das amtliche Verzeichnis der Gemeinden und Gemeindeteile und setzt sich zusammen aus dem vom Statistischen Landesamt Rheinland-Pfalz geführten amtlichen Namensverzeichnis der Gemeinden und dem vom Landesamt für Vermessung und Geobasisinformation Rheinland-Pfalz geführten amtlichen Verzeichnis der Gemeindeteile.

## Verbandsgemeinde Kusel-Altenglan
Gemeinden und Gemeindeteile in der Verbandsgemeinde Kusel-Altenglan:
- Albessen
- Altenglan
  - Altenglan
  - Hof Sohlwald
  - Streitmühle
  - Welzensteinerhof
  - Mühlbach am Glan (Ortsbezirk)
  - Dreikönigszug
  - Kellerhäuschen
  - Mühlbacher Hof
  - Patersbach (Ortsbezirk)
  - Focken-Mühle
- Bedesbach
  - Sulzbacher Hof
- Blaubach
  - Rothengründerhof
- Bosenbach
  - Bosenbach
  - Kelterhof
  - Friedelhausen (Ortsbezirk)
- Dennweiler-Frohnbach
  - Frohnbacherhof
- Ehweiler
- Elzweiler
- Erdesbach
- Etschberg
  - Gehöft Hub, Leidsthalerhube
  - Lindenhof
- Föckelberg
- Haschbach am Remigiusberg
  - Haus Altenfeld
  - Remigiusberg
- Herchweiler
  - Markeicherhof
  - Wolfsbornerhof
- Horschbach
  - Elzweiler Straße 1
- Körborn
- Konken
  - Hasenmühle
  - Rundwieserhof
- Kusel, Stadt
  - Bledesbach (Ortsbezirk)
  - Bärenfelderhof
  - Diedelkopf (Ortsbezirk)
  - Kusel
  - Ritschmühle, Sägewerk
  - Ziegelhütte
- Neunkirchen am Potzberg
  - Kreuzhof
  - Talhof
- Niederalben
- Niederstaufenbach
- Oberalben
  - Mayweilerhof
- Oberstaufenbach
  - Birkenhof
- Pfeffelbach
  - Altmühle
  - Bremmenmühle
  - Schwarzbornermühle
  - Wasserwerk
- Rammelsbach
  - Haus Menges
  - Kreuzhof
  - Rechenhäuschen
  - Schlichterhof
- Rathsweiler
  - Christophelsmühle, Sägewerk
- Reichweiler
  - Hittelsmühle
- Ruthweiler
- Rutsweiler am Glan
- Schellweiler
  - Dellwieser Hof
- Selchenbach
- Thallichtenberg
  - Berghof
  - Burglichtenberg
- Theisbergstegen
  - Godelhausen
  - Theisbergstegen
- Ulmet
  - Felschbachhof
  - Mühlwieshof
- Welchweiler

## Verbandsgemeinde Lauterecken-Wolfstein
Gemeinden und Gemeindeteile in der Verbandsgemeinde Lauterecken-Wolfstein:
- Adenbach
  - Brucherhof
- Aschbach
- Buborn
- Cronenberg
- Deimberg
  - Deimberger Höfchen
- Einöllen
  - Berghof
  - Hobstätterhof
- Eßweiler
  - Königsbergerhof
  - Oberste Mühle
  - Schneeweiderhof
- Ginsweiler
  - Naumburgerhof
  - Ölmühle
- Glanbrücken
  - Hachenbach
  - Niedereisenbach
- Grumbach
  - Sonnhof
  - Windhof
- Hausweiler
- Hefersweiler
  - Berzweiler
  - Hefersweiler
  - Ahlbornerhof
- Heinzenhausen
- Herren-Sulzbach
  - Heideheck
- Hinzweiler
- Hohenöllen
  - Sulzhof
- Homberg
  - Schönbornerhof
- Hoppstädten
- Jettenbach
  - Röhlhof
  - Gangelbornerhof
  - Korbüsch-Hof
- Kappeln
  - Udenhof
- Kirrweiler
- Kreimbach-Kaulbach
  - Kaulbach
  - Schmeißbacher Mühle, Fabrik
  - Wallackerhof
  - Kreimbach
  - Winterbach
- Langweiler
  - Ölmühle
  - Hof vor Fläsling
  - Tiefentaler Mühle
- Lauterecken, Stadt
  - Hof Veldenz
  - Krämelhof
- Lohnweiler
- Medard
- Merzweiler
- Nerzweiler
- Nußbach
- Oberweiler im Tal
- Oberweiler-Tiefenbach
  - Oberweiler
  - Tiefenbach
- Odenbach
  - Dämmerhof
  - Hottenbusch
  - Kaiserhof
  - Viermorgen, Bahnwärterhaus
- Offenbach-Hundheim
  - Hundheim
  - Offenbach
- Reipoltskirchen
  - Ausbacherhof
  - Ingweilerhof
  - Karlshof
- Relsberg
- Rothselberg
  - Hasselbacherhof
  - Sonnenhof
  - Achtfelderhof
- Rutsweiler an der Lauter
  - Selbachmühle
- Sankt Julian
  - Eschenau
  - Gumbsweiler
  - Pilgerhof
  - Schrammenmühle
  - St. Julian
  - Bitschmühle
  - Obereisenbach
  - Pfaffental
- Unterjeckenbach
- Wiesweiler
- Wolfstein, Stadt
  - Roßbach
  - Immetshausen
  - Mühle
  - Stahlhausen
  - Wolfstein
  - Pfingstweide
  - Reckweilerhof
  - Schwanenhof

## Verbandsgemeinde Oberes Glantal
Gemeinden und Gemeindeteile in der Verbandsgemeinde Oberes Glantal:
- Altenkirchen
  - Forsthaus
  - Hainhof
  - Wilgenhof
- Börsborn
- Breitenbach
  - Bambergerhof
  - Berghof
  - Felsenbrunnerhof
  - Grube Labach
  - Kahlenbornerhof
  - Langwieserhof
  - Mühlberghof
  - Pfalzrechhof
  - Römerhof
  - Schönfelderhof
- Brücken (Pfalz)
  - Fuchsgrund
  - Haseldell
  - Neumühle
  - Paulengrund
- Dittweiler
- Dunzweiler
  - Dunzweiler Mühle
  - Frauenfelderhöfe
  - Waldziegelhütte
  - Lacherwaldhof
- Frohnhofen
  - Lindenhof
- Glan-Münchweiler
  - Bettenhausen
  - Glan-Münchweiler
- Gries
  - Auf dem Hoch
  - Lebecksmühle
- Henschtal
  - Haschbach
  - Trahweiler
  - Sangerhof
- Herschweiler-Pettersheim
  - Bockhof
- Hüffler
- Krottelbach
  - Kalkofen
  - Reismühle
  - Spritzenhaus, Bockhof
- Langenbach
  - Langenbacher Mühle
  - Im Pferch
- Matzenbach
  - Gimsbach
  - Auhof
  - Hollerhof
  - Schreckmühle
  - Wellesbacherhof
  - Matzenbach
  - Langenbacherhof
  - Straubengrunderhof
- Nanzdietschweiler
  - Dietschweiler
  - Lützelbacherhof
  - Nanzdiezweiler
  - Nanzweiler
- Ohmbach
- Quirnbach/Pfalz
  - Liebsthal
  - Rietz, Gärtnerei
  - Quirnbach
  - Delmeshof
  - Haus Adrian
  - Bergwiesenhof
- Rehweiler
- Schönenberg-Kübelberg
  - Kübelberg
  - Elmerthof
  - Heidehof
  - Klingenmühle
  - Ziegelhütte
  - Sand
  - Campingpark Ohmbachsee
  - Hölzelhof
  - Hutschmühle
  - Schmittweiler
  - Schönenberg
- Steinbach am Glan
  - Steinbach
  - Römertalhof
- Wahnwegen
  - Jagdhaus
- Waldmohr, Stadt
  - Autobahnrasthaus Waldmohr
  - Bahnhaus 2910
  - Bolsterhof
  - Eichelscheiderhof
  - Erlenhof
  - Mohrmühle
  - Ohlbühlerhof
  - Waldhaus Am Fuchsberg
  - Waldziegelhütte